# Lewisville (Ohio)

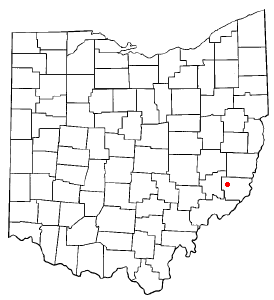
Lewisville na planie stanu Ohio

Lewisville – wieś w USA, w hrabstwie Monroe, w stanie Ohio.
Według danych z 2010 roku wieś miała 176 mieszkańców.